# Бланш Світ
Сара Бланш Світ (англ. Blanche Sweet, 18 червня 1896 — 6 вересня 1986) — американська акторка німого кіно, театру та телебачення, яка стояла біля витоків кіноіндустрії.

## Біографія
Сара Бланш Світ народилася в Чикаго, США, в родині театральних артистів. З раннього дитинства грала на сцені разом з батьками. У 1909 році 14-річна Свіфт підписала контракт з Biograph Company, однією з найстаріших кіностудій Америки. У тому ж році дебютувала в кіно. Швидко здобувши успіх у публіки, почала активно зніматися і в 1910 році склала конкуренцію інший дебютантці, знаменитій Мері Пікфорд.

### Визнання
На відміну від поширеного в ті роки амплуа тендітних красунь, Бланш Світ грала енергійних і незалежних жінок. Першим значним її фільмом став трилер Девіда Гріффіта «Телеграфістка з Лоундейла», одна з 34 короткометражок, в яких Світ з'явилася в 1911 році. У 1913 році взяла участь у першому повнометражному фільмі Гріффіта — драмі «Юдіф з Бетулії». Через рік Світ претендувала на присутність у черговому проєкті Гріффіта, епічному фільмі «Народження нації», проте в підсумку роль дісталася Ліліан Гіш. У тому ж році акторка покинула Biograph Studios і уклала зі студією Paramount контракт на вигідніших умовах.
Протягом 1920-х Бланш Світ зіграла в 139-ти фільмах і стала однією з найвідоміших американських акторок німого кіно. Вона працювала з такими режисерами, як Сесіл Б. Де Мілль і Маршалл Нейлан (з яким одружилася 8 червня 1922 і розлучилася в 1929 через його зраду). На початку 1920-х кар'єра Світ продовжувала процвітати. У 1923 році вона знялася в картині «Анна Крісті», що згодом витримала кілька римейків. Іншими відомими роботами того часу стали зрежисовані Нейланом картини «Тесс з роду д'Ербервіллей» (1924) за романом Томаса Гарді і «Венера спорту» (1925). Тоді ж Світ перейшла в недавно засновану кіностудію Metro-Goldwyn-Mayer.

### Завершення кар'єри
Початок ери звукового кіно завершив кар'єру Бланш Світ — як і багато інших акторів німого кіно, вона не змогла пристосуватися до нововведення і, з'явившись у трьох звукових картинах, пішла з кіно. 
У 1936 році одружилася з театральним актором Раймондом Гаккетом, з яким була до його смерті в 1958 році. 
Завершення кар'єри Сміт було драматичним — спочатку її запрошували озвучувати радіовистави і грати на других ролях на Бродвеї, але поступово її цілковито забули, і зірка кіно була вимушена працювати за прилавком універмагу в Лос-Анджелесі.
6 вересня 1986 року Бланш Світ померла у віці 90 років.

## Фільмографія
- 1909 — Спекуляція пшеницею / A Corner in Wheat — жінка в білому капелюшку
- 1910 — Все через молоко / All on Account of the Milk — діва
- 1911 — Телеграфістка з Лоундейла / The Lonedale Operator
- 1911 — Битва / The Battle
- 1912 — Любителька рум'ян / The Painted Lady
- 1913 — Смертельний марафон / Death's Marathon
- 1914 — Юдіф з Бетулії / Judith of Bethulia
- 1914 — Совість-месник, або «Не убий» / The Avenging Conscience
- 1915 — Викрадені товари / Stolen Goods — Марджері Гантлі
- 1916 — Обідранець / The Ragamuffin — Дженні
- 1916 — Чоловік на тисячу доларів / The Thousand-Dollar Husband — Ольга Нельсон
- 1916 — Громадська думка / Public Opinion — Гізел Грей
- 1916 — Незахищений / Unprotected — Барбара Кінг
- 1917 — Зловісне око / The Evil Eye — доктор Кетрін Торранс
- 1917 — Ті, що без гріха / Those Without Sin — Мелані Лендрі
- 1917 — Припливи з Барнегат / The Tides of Barnegat — Джейн Кобден
- 1919 — Непростимий гріх / The Unpardonable Sin — Аліса Паркот / Дінні Паркот
- 1922 — Квінсі Адамс Сойєр / Quincy Adams Sawyer — Аліса Петтенгіл
- 1923 — Продажні душі / Souls for Sale — камео